# Jadwiga Kucharska
Jadwiga Kucharska (ur. 31 marca 1922 w Łodzi, zm. 14 sierpnia 1995 tamże) – polska etnograf i etnolog, profesor Uniwersytetu Łódzkiego (UŁ).

## Nauka i studia
Urodziła się w rodzinie inteligenckiej w Łodzi i tu ukończyła Publiczną Szkołę Powszechną nr 30 i w 1935 zaczęła naukę w Gimnazjum E. Szczanieckiej.
Jej edukację na etapie małej matury przerwała II wojna światowa.
Po wojnie kontynuowała naukę w Spółdzielczym Liceum Handlowym, gdzie w 1946 uzyskała maturę. Zaraz w 1946 podjęła studia geograficzne i etnograficzne na Wydziale Matematyczno-Przyrodniczym i Wydziale Humanistycznym UŁ. W pierwszych latach studiów łączyła naukę z rozległą pracą społeczną. Była sekretarzem Akademickiego Koła Ludoznawców (1947–1948), członkiem Zarządu Studenckiego Koła Naukowego Geografów (1948–1949) oraz sekretarzem Oddziału Łódzkiego PTG (1948–1949). Podczas studiów przyjmowała też na okres ferii letnich w latach 1948–1949 prace zlecone z Państwowego Instytutu Geologicznego w Warszawie. Od 1949 uczestniczyła w pracach badawczych Katedry Etnografii, dotyczącej m.in. tworzenia przez ludność wiejską tradycyjnych zrzeszeń zawodowych o charakterze spółek: rybackich, pasterskich, flisackich.
Materiały z tych badań wykorzystała do napisania pracy magisterskiej nt. Gospodarcze i społeczne podstawy maszoperii kaszubskich pod kierunkiem prof. Kazimiery Zawistowicz-Adamskiej. Wysoko oceniona i obroniona 26 października 1950 (dyplom wystawiony 6 maja 1951) praca stała się podstawą do nadania stopnia magistra filozofii w zakresie etnografii z etnologią. Praca opublikowana w Pracach i Materiałach Etnograficznych (t. VIII/IX – 1950/1951, s. 414–462). Rok później otrzymała tytuł magistra filozofii w zakresie geografii za pracę Studium geograficzno-historyczne Pucka, której promotorem był prof. Jan Dylik (dyplom wystawiony 21 sierpnia 1951). Po ukończeniu studiów nadal brała udział w badaniach terenowych Zakładu Etnografii (lato 1951 i zima 1952).

## Praca
W czasie wojny od lutego 1941 musiała podjąć pracę. Pracowała w Łodzi jako sprzedawczyni w sklepie z artykułami piśmiennymi i zabawkami Marty Gebauer (Zgierska 124). Pracowała tam formalnie do 19 stycznia 1945, czyli dnia wyzwolenia Łodzi, choć z przerwą, bo jesienią 1944 została wysłana do budowy okopów niemieckich w okolicach Sieradza i Łasku.
Od 1 lutego do 31 maja 1952 pracowała jako instruktor kółek geograficznych w Domu Harcerza w Łodzi, zajmowała się też indeksacją zbioru wiadomości do antropologii w ramach prac zleconych PTL. Od 19 czerwca 1952 zaczęła pracę jako kierownik działu geologii w Odcinku Geotechnicznym w Łodzi, który przekształcił się w Zarząd Geologiczno-Wiertniczy w Łodzi przy Zjednoczeniu Robót Wiertniczych i Fundamentowych w Warszawie, później Przedsiębiorstwo Robót Wiertniczych w Łodzi przy ul. Nowej.
Nie zaprzestała kontaktów z etnografią – w latach 1953-1955 każdy dwutygodniowy urlop wykorzystywała na badania terenowe nad rybołówstwem, czego efektem była rozprawa opracowana z Z. Batorowiczem pt. Rybołówstwo przybrzeżne w Kuźnicy (1951, Studia i materiały do historii kultury wsi polskiej w XIX-XX w., s. 119-149).
Ponieważ od 1 września 1956 znalazła zatrudnienie na Uniwersytecie Łódzkim jako asystent w Zakładzie Etnografii, dlatego od 31 marca 1957 przestała pracować w Przedsiębiorstwie Robót Wiertniczych w Łodzi przy ul. Nowej. Od 1 listopada 1958 do 28 lutego 1962 pracowała jako starszy asystent. Od 1 marca 1962 do 31 stycznia 1973 pracowała jako adiunkt w UŁ, od 1 lutego 1973 do 31 lipca 1990 jako docent, potem  profesor nadzwyczajny i profesor zwyczajny na pełnym etacie do emerytury (30 września 1992), zaś przez następne dwa lata pracowała na 1/3 etatu (1992–1993) i 1/4 etatu (od 1 października 1993 do 30 września 1994).

## Kariera naukowa
Stypendia zagraniczne do Berlina (dwukrotnie, m.in. w 1960 do Instytutu Etnograficznego Niemieckiej Akademii Nauk) i do Helsinek, pozwoliły pogłębić znajomość etnografii europejskiej i pozaeuropejskiej oraz tradycyjnych kultur rybackich na wyspach Zatoki Botnickiej, Rugii i jezior środkowej Finlandii.
W 1961 obroniła pracę doktorską nt. Podstawy organizacyjne tradycyjnego rybołówstwa zespołowego na Wybrzeżu Kaszubskim (14 grudnia 1961 Rada Wydziału Filozoficzno-Historycznego UŁ zatwierdziła nadanie stopnia doktora), opublikowaną w 1968 pod nieco zmodyfikowanym tytułem (Tradycyjna organizacja rybołówstwa zespołowego na Wybrzeżu Kaszubskim). Od 1 marca 1962 do 31 stycznia 1973 pracowała jako adiunkt i nadal interesowała się tradycyjną kulturą rybacką, ale jej prace dotyczą również spraw rodziny i związanych z nią więzi społecznych oraz zagadnień organizacji prac etnograficznych w Polsce i innych krajach europejskich. Pogłębiała swą wiedzę z etnografii powszechnej, przebywając 3 miesiące w roku akademickim 1963/1964 w Instytucie im. J. Lipsa, z którym utrzymywała kontakt przez wiele lat (m.in. w 1964 uczestniczyła w konferencji z okazji 50-lecia istnienia tej placówki). Wzięła też udział w Konferencji Bałtyckiej w Berlinie (1966), a w roku 1968-1969 przebywała na czteromiesięcznym stypendium w Finlandii, co pozwoliło jej w muzeach w Helsinkach, Oulu i Tampere zebrać materiał dydaktyczny z etnografii powszechnej.
4 maja 1971 na podstawie książki pt. Przemiany struktury społeczno-zawodowej wsi kaszubskiej w XX w. (1971) Rada Wydziału Humanistycznego Uniwersytetu Mikołaja Kopernika w Toruniu nadała jej stopień naukowy doktora habilitowanego (CKK zatwierdziła 24 stycznia 1972).
Po habilitacji i otrzymaniu stanowiska docenta jej zainteresowania naukowo-badawcze uległy rozszerzeniu. Od 1970 uczestniczyła w badaniach zespołowych Katedry Etnografii UŁ nad określeniem stosunku mieszkańców wsi kujawskich do ziemi, opublikowała 2 artykuły (1973, 1974) poświęcone temu problemowi oraz kilka artykułów z dziedziny metodologii badań zmian kulturowych. Najważniejsze w jej badaniach w latach 70. XX wieku było zainteresowanie się całą ludnością obszaru Kaszub, traktowanie problemu społeczności regionu kaszubskiego jako specyficznego laboratorium badawczego, które zyskało nowe oryginalne spojrzenie z punktu widzenia tradycji językowej, kulturowej i historycznej. Stwierdzenia badawcze z kraju zostały nadto rozszerzone dzięki badaniom terenowym w latach 1977–1978 w Kanadzie wśród emigrantów z Kaszub. Wyniki opublikowano w książce Funkcjonowanie świadomości regionalnej i narodowej ludności kaszubskiej we wsiach okolic Bytowa (1983) oraz Funkcjonowanie tradycji w świadomości i zachowaniach ludności kaszubskiej w Polsce i Kanadzie (1987, s. 207-219), Kaszubi w Kanadzie. Mechanizmy identyfikacji etnicznej (Etnografia Polska 1986, s. 34-51) a przede wszystkim w opracowaniu Poszukiwania tożsamości kulturowej ludności kaszubskiej w Polsce i Kanadzie (Łódzkie Studia Etnograficzne 1993, s. 136).
Wyniki swych badań nad problemami etnicznymi i kulturowymi referowała na wielu konferencjach międzynarodowych, w 1973 i 1978 na IX i X Międzynarodowym Kongresie Antropologicznym oraz w Bekecsaba (1975), w Budapeszcie (1976, 1984), w Zurichu (1987 – Kongres SIEF nt. "The Life Cycles", referat o obrzędach  pogrzebowych na Kaszubach), w Grecji (1987 – Międzynarodowa Konferencja JOFA w Larissie), w Kolonii (1987), we Frankfurcie n. Menem (1989) oraz w Kownie (1990). W latach 70. XX wieku nadal utrzymywała kontakty z Instytutem J. Lipsa w Lipsku, nawiązała też współpracę z Katedrą Etnografii Uniwersytetu Wiedeńskiego (pobyt z wykładami w 1979, na kongresie w 1994) i Katedrą Antropologii w Ottawie (pobyt w latach 1977-1978), a w 1990 – z Uniwersytetem Szwedzkim w Uppsali (Ośrodek Badań Wieloetnicznych).
W dorobku miała 93 publikacje (w tym 4 książki, 77 artykułów, 9 recenzji) oraz opracowania redakcyjne, sprawozdania. Była promotorem 35 prac magisterskich i 2 rozpraw doktorskich. Od lat 70. XX wieku aktywnie uczestniczyła w pracach różnych towarzystw naukowych i zespołów badawczych. Pozostawiła po sobie trwały ślad w krajowej i europejskiej etnografii. Należała do czołowych badaczy łódzkiej szkoły etnograficznej.

## Działalność w towarzystwach naukowych
- W Polskim Towarzystwie Ludoznawczym, którego członkiem była od 1950, pełniła funkcje skarbnika, sekretarza i prezesa Oddziału Łódzkiego (1970–1973), a także członka Zarządu Głównego (1983–1992).
- Współpracowała przez wiele lat z Towarzystwem Wiedzy Powszechnej oraz Interdyscyplinarnym Zespołem Naukowo-Badawczym Struktur i Przemian Społecznych Wsi Polskiej UŁ, kierowanym przez prof. H. Brodowską.
- W 1981 została członkiem Łódzkiego Towarzystwa Naukowego (ŁTN), a W 1981 przejęła redakcję Łódzkich Studiów Etnograficznych, którymi kierowała do 1990.
- W latach 1987–1989 brała udział w pracach Zespołu Dydaktyczno-Naukowego Ministerstwa Edukacji Narodowej.
- Od 1975 była członkiem Komitetu Nauk Etnologicznych Polskiej Akademii Nauk (PAN) (Komisja do Badania Rybołówstwa Tradycyjnego i Ochrony jego Zabytków, Komisja do Badań nad Współczesnością, Komisja do Badań nad Europą).
- W 1975 roku została członkiem Gdańskiego Towarzystwa Naukowego.

## Odznaczenia
- Złoty Krzyż Zasługi (1977),
- Krzyż Kawalerski Orderu Odrodzenia Polski (1988),
- Medal Komisji Edukacji Narodowej (1991),
- Honorowa Odznaka Miasta Łodzi (1982),
- Złota Odznaka UŁ (1975),
- Medal "UŁ w służbie społeczeństwa i nauki" (1984),
- nagrody ministra, rektora UŁ, ŁTN (1993).